# Speocera troglobia
Speocera troglobia là một loài nhện trong họ Ochyroceratidae. Loài này phân bố ở Thailand.